# Mireille (prénom)
Mireille est un prénom féminin français d'origine provençale.

## Origine
Le prénom est popularisé par Frédéric Mistral d'après son poème Mirèio (« Mireille » en français). Selon le poète : 

« Mireille n'a jamais existé, selon le poème que j'ai écrit sur ce nom. Mais le nom, le nom seul existe, et dans mon enfance on disait, ici, en parlant d'une belle jeune fille : Voilà Mireille, la belle Mireille, Mireille mes amours. Il restait ce nom d'une héroïne oubliée.
Je suis persuadé que Miréio (Mireille) est le même nom que Marie, dérivant de l'hébreu Myriam et provençalisé par les juifs de Provence, très anciens dans le pays.
Depuis le poème et l'opéra de Gounod, le nom de Mireille est très usité comme nom de baptême. Il y en a des centaines et des centaines !
Au commencement, les curés et les officiers d'état-civil refusaient de l'admettre ; maintenant il est admis par l'Église et par l'État. Il est même inscrit au ciel par une planète nouvelle découverte et baptisée par Flammarion.
Je n'ai d'autre enfant que mon poème de Mireille, mais je suis le parrain d'une multitude d'autres de ce nom »

— Frédéric Mistral.
L'étymologie avancée par le poète est reprise et développée par Philippe Blanchet : issu de la langue judéo-provençale parlée par les juifs d'Avignon, le prénom Mirèio est la version judéo-comtadine de Myriam et a été popularisé dans toute la Provence au XIXe siècle par l’œuvre de Mistral.
Albert Dauzat livre une version quelque peu différente de l'histoire et de l'étymologie du prénom : 

« ..héroïne du célèbre poème, nom que Mistral trouva dans un nom de légende (qui paraissait signifier « merveille », de mirar, admirer). La première femme qui porta ce prénom fut Mireille Roumieux, née en 1861, à Beaucaire (Gard), dont Mistral fut le parrain. Le prêtre qui devait la baptiser ayant soulevé des objections, Mistral déclara que Mirèio était la forme provençale de l'hébreu Miriam « Marie » ; c'était une erreur, mais invérifiable pour le prêtre, qui s'inclina. »

L’Oxford Dictionary of First Names évoque les deux hypothèses sans trancher en faveur de l'une ou de l'autre,.

## Variantes
- catalan : Mireia
- italien : Mirella
- occitan : Mirelha
- polonais : Mirela
- roumain : Mirela